# Dimitris Diamantidis
Dimitris Diamantidis (o també Dimítrios Diamantidis) (en grec, Δημήτρης Διαμαντίδης) (Kastorià, 6 de maig de 1980) és un exjugador de bàsquet grec, que ha estat dos cops MVP de la final a 4 de l'Eurolliga de bàsquet, els anys 2007 i 2011; i Mr. Europa, el 2007.
El 2016 es va retirar del bàsquet professional; i el Panathinaikos, club en el qual va desenvolupar la major part de la seva carrera, li va retirar la samarreta amb el dorsal 13.